# دشمن (فیلم ۲۰۲۱)
دشمن (به انگلیسی: Enemy) یک فیلم اکشن و دلهره‌آور هندی به زبان تامیلی محصول سال ۲۰۲۱ به نویسندگی و کارگردانی آناند شانکار و تهیه‌کنندگی وینود کومار است. در این فیلم ویشال، آریا، میرنالینی راوی و مامتا موهانداس در نقش‌های اصلی حضور دارند و پراکاش راج، تامبی رامایاش و کاروناکاران نقش‌های فرعی را بازی می‌کنند. این فیلم نقدهای متفاوتی از سوی منتقدان و تماشاگران دریافت کرد.
این فیلم ابتدا قرار بود در ۱۴ اکتبر ۲۰۲۱ در سینما اکران شود، اما سپس به ۴ نوامبر ۲۰۲۱ ادامه یافت. حقوق دیجیتالی فیلم به سونی لایو فروخته شد و در ۱۸ فوریه ۲۰۲۲ پخش شد.

## تولید
فیلمبرداری اصلی فیلم در نوامبر ۲۰۲۰ آغاز شد. و فیلمبرداری در ۱۲ ژوئیه ۲۰۲۱ به پایان رسید.